# Козьмодемьянск (Пермский край)
Козьмодемья́нск — село в Карагайском районе Пермского края. Административный центр Козьмодемьянского сельского поселения.

## География
Высота над уровнем моря 130 м. Село находится на реке Язьва, левом притоке реки Обва.

## История
Поселение впервые упоминается в письменных источниках в 1623—24 годах как деревня Язьва.
В 1700 году по указу Петра I деревня перешла в частное владение помещиков Строгановых. В период между 1700 и 1715 годами в поселении была построена деревянная церковь во имя чудотворцев Козьмы и Дамиана, после чего населённый пункт получил статус села и современное название. Второе наименование села – Усть-Язьва было дано по месторасположению села – оно находится в устье реки Язьва.
С 1860-х годов Козьмодемьянск являлся центром Козьмодемьянской волости Соликамского уезда.
С 15 июня 1924 года до января 2006 года Козьмодемьянск являлся центром Козьмодемьянского сельского совета.
В 1930 году в селе был создан колхоз им. Ворошилова. В 1931-32 годах здесь был построен льнозавод (после 1966 года это был цех Кудымкарского льнозавода).
В августе 1950 года колхоз им. Ворошилова был укрупнён, а в 1957 году был переименован в им. Свердлова. Он просуществовал до февраля 1963 года, когда влился в колхоз «За мир» (центральная усадьба которого находилась в деревне Дубренята). В марте 1972 года при объединении колхозов «За мир» и им. Ленина (центр – деревня Иваньково) появилась укрупнённая сельхозартель им. Ленина, центральной усадьбой которой стало село Козьмодемьянск.

## Население
| 0755 | 1926 | 2002 | 2010 |
| ---- | ---- | ---- | ---- |
| 247  | ↗412 | ↗755 | ↘602 |

## Инфраструктура
Сельскохозяйственные предприятие ООО «Поле».
В селе имеется отделение связи, медпункт, аптечный пункт I группы, средняя школа, детсад, Дом культуры, библиотека.
В селе 18 улиц и переулков.

## Достопримечательности
Памятник жертвам гражданской войны, археологический памятники – Козьмодемьянское селище (9–13 вв.) и Козьмодемьянская неолитическая стоянка. 
Также возле села располагается историко-природный комплекс «Графский Бор».